# Sagebien

Schematische weergave

Het Sagebien waterrad is een type schoepenrad ten behoeve van de aandrijving van watermolens. Het rad vernoemd naar de uitvinder ervan, de Franse ingenieur Alphonse Sagebien (1807-1892).
Deze was aanvankelijk metallurg, en ging zich later in de stromingsleer verdiepen. In 1855 vond hij het type schoepenrad uit dat naar hem vernoemd werd. Dit onderslagrad is geschikt voor vervalhoogten van 0,5 tot 2 meter, en het heeft een rendement dat tussen de 80% en 90% ligt, wat beter kan zijn dan dat van een turbine. De schoepen zijn enigszins schuin geplaatst, en de diameter van het rad ligt tussen de 4 en 8 meter. Het rad draait langzaam, ongeveer 2 omwentelingen per minuut, maar het heeft een hoog koppel. Er is dus nog een overbrengingsmechanisme nodig om de snelheid op te voeren. Een nadeel is verder dat het koppel van het rad constant is en de snelheid niet goed regelbaar. Bovendien waren deze waterraderen duur en eigenlijk alleen geschikt voor industriële toepassingen.
Ten minste 61 Sagebien waterraderen werden geïnstalleerd. Het grootste van deze raderen bevond zich in de Marne bij Trilbardou. Het werd gebruikt om pompen aan te drijven waarmee water vanuit de Marne in het Canal de l'Ourcq werd gepompt. In Nederland zijn drie van deze raderen in bedrijf geweest, namelijk in de Geldropse Watermolen te Geldrop, en verder in Maastricht en Roermond.
Een moderne variant op dit rad is het Zuppinger waterrad.

## Voorbeelden
Voorbeelden van watermolens waar dit type waterrad is toegepast zijn:
- Geldropse watermolen in Geldrop
- Nekummermolen in Maastricht
- Motmolen in Tongeren
- Molen te Leefdaele in Rillaar
- Rotelmolen in Bunsbeek